# Casa Martell
La Casa Martell és una edificació de Vilalba dels Arcs (Terra Alta) inclosa a l'Inventari del Patrimoni Arquitectònic de Catalunya.

## Descripció
La casa Martell, situada a la plaça de la vila, és un habitatge construït després de la Guerra Civil en substitució de l'antiga casa enderrocada. Consta de tres façanes, i segueix en part el model de casal propi de la comarca durant els segles XVI-XVII. Respon a un model eclèctic amb els diferents pisos separats per cornises, combinant les finestres i els balcons allindats i amb arcuacions als eixos principals. Presenta un escut d'armes sobre la porta principal.

## Història
Segons la tradició, des d'un balcó de la casa Martell va predicar Sant Vicenç Ferrer. Aquesta casa formaria part del castell-palau del comanador de Vilalba, recinte que tenia planta pentagonal i que va ser modificat al segle xviii. La casa va ser enderrocada durant la Guerra Civil i s'aixecà de nou uns anys després.